# Black Ice (album)
 For alternative betydninger, se Black ice.
Black Ice er det 15. studiealbum fra AC/DC og udkom 17. oktober 2008. Albummet er produceret af Brendan O'Brien i Bryan Adams' studie i Vancouver, Canada. Black Ice var det anden mest sælgene album i 2008 med et salg på ca 10 millioner eksemplarer.

## Nummerliste
Alle sange er skrevet af Angus og Malcolm Young.
1. "Rock 'N Roll Train"
2. "Skies on Fire"
3. "Big Jack"
4. "Anything Goes"
5. "War Machine"
6. "Smash 'N' Grab"
7. "Spoilin' for a Fight"
8. "Wheels"
9. "Decibel"
10. "Stormy May Day"
11. "She Likes Rock 'N' Roll"
12. "Money Made"
13. "Rock 'N' Roll Dream"
14. "Rocking All the Way"
15. "Black Ice"

## Musikere
- Brian Johnson – Vokal
- Angus Young – Lead guitar, Slide guitar på "Stormy May Day"
- Malcolm Young – Rytmeguitar, bagvokal
- Cliff Williams – Bas, bagvokal
- Phil Rudd – Trommer